# Fayçal II
Pour les articles homonymes, voir Fayçal.
Fayçal II (en arabe : الملك فيصل الثاني), né le 2 mai 1935 à Bagdad et mort le 14 juillet 1958 à Bagdad, est le troisième et dernier roi d'Irak : il règne sur le pays du 4 avril 1939 au coup d'État de juillet 1958.
Il accède au trône à l'âge de trois ans, en 1939, après la mort de son père le roi Ghazi dans un accident de voiture (qui pourrait être un assassinat politique déguisé). Une régence est établie, sous l'autorité de son oncle le prince Abdelilah. En 1941, un coup d'État renverse brièvement la régence avant qu'elle ne soit rétablie par la guerre anglo-irakienne. Au cours de la Seconde guerre mondiale, Fayçal est évacué et éduqué au Royaume-Uni. La régence se termine en 1953 quand il atteint sa majorité.
Son règne s'affaiblit au cours des années 1950 en raison de la prise de pouvoir de Gamal Abdel Nasser en Égypte en 1952 et de la croissance du sentiment pan-arabe. En 1955, il intègre l'Irak dans le pacte de Bagdad, une alliance militaire avec l'État impérial d'Iran, la Turquie, le Pakistan et le Royaume-Uni. En février 1958, en réponse à l'établissement de la République arabe unie entre l'Égypte et la Syrie, Fayçal fonde la Fédération arabe avec la Jordanie, un autre royaume hachémite. La monarchie irakienne est renversée cinq mois plus tard par un coup d'État et la république d'Irak est établie. Pendant le coup d'État, Fayçal et plusieurs autres membres de la famille royale sont exécutés.

## Biographie

### Origines et études

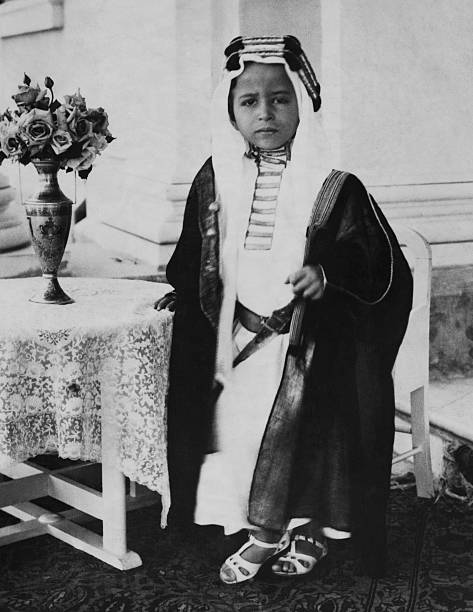
Fayçal II dans son enfance.

Fayçal II est le fils du deuxième roi d'Irak, Ghazi, et d'Aliya bint Ali (1911-1950), elle-même fille d'Ali ben Hussein, shérif de La Mecque et roi du Hedjaz. Après la mort de son père le 4 avril 1939, officiellement dans un accident de la route, il devient roi d'Irak à l'âge de trois ans, et c'est son oncle maternel Abdelilah qui assure la régence du pays jusqu'en 1953. Il restera influent auprès du roi jusqu'en 1958.
Fayçal entame ses études dans une école britannique, la Harrow School, avec son cousin, le roi Hussein de Jordanie. Ils étaient bons amis et souhaitaient par ailleurs fusionner leurs deux pays pour réaliser le projet du nationalisme arabe.

### Le pacte de Bagdad
Le prince régent prend la décision de permettre au Royaume-Uni de conserver un rôle continu dans les affaires irakiennes, au travers du traité anglo-irakien (en) de 1948, et plus tard par la signature du pacte de Bagdad en 1955, décision politique que confirme plus tard Fayçal.

### La montée de l'opposition
La situation politique se détériore en 1956 quand des soulèvements éclatent dans les villes de Nadjaf et Al-Hayy. Pendant ce temps, Israël et l’Égypte sont en guerre. L'intervention de la Grande-Bretagne et de la France, en réponse à la nationalisation par Nasser du canal de Suez, a pour effet d'exacerber la révulsion populaire contre le pacte de Bagdad et, par ricochet, envers le régime. L'opposition coordonne ses activités. En février 1957, un Front d'union nationale est formé, rassemblant les démocrates nationaux, des indépendantistes, des communistes et le parti Baas. Un processus identique a lieu au sein du corps des officiers irakiens, avec la formation d'un Comité suprême des officiers libres. Le gouvernement s'efforce de préserver la loyauté des forces armées irakiennes par le biais de prestations généreuses, mais cela s'avéra de plus en plus inefficace et le mouvement anti-monarchiste compte de plus en plus de sympathisants.
Les nationalistes irakiens, ainsi que les autres mouvements d'opposition, n'ont jamais accepté la mise sous tutelle du pays par les Britanniques en 1920, ni le fait que ces derniers avaient imposé une monarchie sans consulter les habitants. Le roi est donc vu par les Irakiens comme une sorte de gouverneur général d'un protectorat ou d'une colonie britannique. De plus, la famille royale hachémite n'est pas originaire d'Irak, mais d'une région du centre de l'Arabie Saoudite actuelle.

### La Fédération arabe d'Irak et de Jordanie
Le 1er février 1958, la Syrie et l'Égypte s'unissent pour créer la République arabe unie, ce qui encourage la Jordanie et l'Irak à renforcer leur bloc anti-nationaliste. Deux semaines plus tard, le 14 février, la Jordanie et l'Irak s’unissaient à leur tour pour fonder la fédération arabe d'Irak et de Jordanie. Fayçal, en tant qu'aîné de la famille hachémite, prend les fonctions de chef du nouvel État.

### La révolution du 14 juillet 1958
À l'été 1958, le roi Hussein de Jordanie demande l'aide militaire de l'Irak lors de l'escalade de la crise au Liban. Les unités de l'armée irakienne sous le commandement du général Abdul Karim Qasim, en route vers la Jordanie, choisissent au contraire de marcher sur Bagdad pour réaliser un coup d'État le 14 juillet. 
Le roi Fayçal ordonne à la garde royale de n'offrir aucune résistance et fait le choix de se rendre aux insurgés. Vers 8 heures, le capitaine Abdul Sattar Al-Sabaa Ibousi, chef du groupe d'assaut du palais, ordonne au roi, à l'ancien régent Abdelilah, à son épouse et à sa mère les princesses Hayam et Nafeesa, ainsi qu'à la tante de Fayçal, la princesse Abadiya, et à plusieurs serviteurs de se rassembler dans la cour du palais et de se tourner vers un mur. Tous sont immédiatement abattus. Une autre version donnée par les révolutionnaires prétend que le roi et sa famille, escortés par la garde royale, drapeau blanc à la main, auraient été pris par une rafale dans la cour. Le prince Abdallah aurait été touché dans le dos et serait mort immédiatement, la princesse Hayam aurait été blessée à la cuisse, les autres personnes auraient été tuées sur le coup, Fayçal n'aurait pas trouvé la mort immédiatement et aurait été transporté vers l’hôpital afin d’être soigné, succombant durant son transport. Cependant, il est plus vraisemblable que le transport de son corps vers l’hôpital avait pour but de faire constater officiellement qu'il était bien mort, atteint par une balle dans la tête et une autre dans le cou. 
Les nouvelles autorités irakiennes prétendent également avoir enterré la famille dans le cimetière royal, mais le Time Magazine du 21 juillet 1958 rapporte que : « Le peuple traîna le corps d'Abdelilah dans la rue (al-Rashid) comme celui d'un chien et le déchira membre par membre. ». Il est ensuite suspendu à la porte du ministère de la Défense, avant que la foule ne brûle ses restes. Fayçal II est lui enterré près de l'hôpital, ce n'est que sur intervention du roi Hussein qu'il est inhumé au cimetière du domaine d'Adhamiya à Bagdad. 
Nouri Saïd, le Premier ministre, est tué par les partisans du général Qasim le jour suivant. La monarchie est formellement abolie et le contrôle du pays passe à un « Conseil de souveraineté » tripartite, composé de représentants des trois principales communautés du pays, les Arabes sunnites, les  Arabes chiites et les Kurdes. Une longue période d'instabilité politique suit, aboutissant à la victoire finale en 1963 du Parti Baas, qui à son tour conduit à l'arrivée au pouvoir de Saddam Hussein.
La Fédération arabe d'Irak et de Jordanie est officiellement dissoute le 2 août suivant et la Jordanie retrouve son autonomie.

### Vie privée
Le 22 juin 1957, il aurait épousé secrètement la Française Geneviève Arnault, rencontré quelques années plus tôt. En 1965, celle-ci introduit plusieurs actions auprès des justices américaine et britannique afin de « récupérer » une partie de la fortune de l'ancien roi,.
Fayçal II se fiance en janvier 1958 à la princesse Kiymet Hanım, issue de la dynastie mamelouke d'Irak. Cet engagement est annulé trois mois plus tard.
Le roi demande alors la main de la princesse Shahnaz Pahlavi, fille de Mohammad Reza, chah d'Iran, mais sa demande est rejetée par la princesse. 
Au moment de sa mort, le roi Fayçal est fiancé à la princesse Sabiha Fazila Hanım Sultan, la fille unique du prince Mohammad Ali Ibrahim Beyefendi d'Égypte et de Zahra Hanzadé Sultane, princesse de la famille ottomane et descendante du sultan Abdülmecid.
Le roi Fayçal II n'a donc laissé aucune descendance.

## Dans la culture populaire
C'est la photo de Fayçal II jeune reproduite plus haut qui a inspiré à Hergé le personnage du prince Abdallah, qui apparaît pour la première fois dans l'album Tintin au pays de l'or noir.